# Frédéric Durand (écrivain)
Pour les articles homonymes, voir Frédéric Durand et Durand.
Frédéric Durand (né le 23 décembre 1920 à Paris et mort le 30 décembre 2002 à Caen) est un écrivain et historien français, spécialiste du monde scandinave et des Vikings.

## Biographie
Après avoir exercé les fonctions d'« attaché culturel près de la Légation de France » en Finlande de 1947 à 1950, il a dans un premier temps été nommé maître de conférences de littérature allemande à l'université de Rennes en 1950. L'année suivante, il partit enseigner à l'université de Caen. En 1956, il créa et dirigea l'Institut des études scandinaves à l'Université de Caen (aujourd'hui Département d’Études nordiques).
Avec Lucien Musset, éminent historien médiéviste et Raymonde Forville, il créa le Centre de recherches des pays du Nord en 1968.Quatre ans plus tard, le nom prit le titre de Centre de recherche sur les pays du Nord et du Nord-Ouest. Les recherches menées par ce groupe de chercheurs furent publiées sous la forme de Cahiers à partir de 1978.
Si ses travaux l'ont conduit à s'intéresser au Moyen Âge scandinave, Frédéric Durand s'était illustré auparavant par des travaux académiques portant sur la littérature moderne. En effet, il soutint en 1954, sous la direction du germaniste Alfred Jolivet, une thèse de doctorat ès lettres sur l'auteur danois Jens Peter Jacobsen, auquel il consacrera plus tard un livre. Sa thèse complémentaire portait sur le lyrisme suédois à l'époque moderne. Certains de ses livres ont été traduits en anglais et en allemand, voire en suédois. Ses nombreuses traductions, en particulier de la littérature danoise, montrent que c'était un art où il excellait.
À partir de 1973, il participe au comité de patronage de Nouvelle École.
Pendant une trentaine d'années, Frédéric Durand a développé son département d'études nordiques, où furent enseignées toutes les langues scandinaves (suédois, danois, norvégien, islandais), et ce, jusqu'à aujourd'hui.

## Ouvrages
- Les Vikings, Paris, Presses universitaires de France, coll. « Que sais-je ? », 1965, 127 p.
- Histoire de la littérature danoise, Paris/Copenhague, Aubier-Éditions Montaigne/Gyldendal, 1967, 363 p.
- Les Vikings, Paris, Presses universitaires de France, coll. « Que sais-je ? », 1965, 127 p.
- Jens Peter Jacobsen ou la gravitation d'une solitude, Caen, Presses universitaires de Caen, 1968, 417 p.
- Les littératures scandinaves, Paris, Presses Universitaires de France, coll. « Que sais-je ? », 1974, 128 p.
- Nordistik. Einführung in die skandinavischen Studien. Mit Beträgen von Kurt Schier und François-Xavier Dillmann, Munich, 1983, 103 p.
- Les Vikings et la mer. Préface de François-Xavier Dillmann, Paris, Errance, collection des Hespérides, 1996, 135 p.

### Traductions
- Frédéric Durand, Suède moderne, terre de poésie : anthologie des poètes suédois d'aujourd'hui. Préface de Bo Kärre et de Maurice Gravier, Paris, Aubier-Éditions Montaigne, Collection bilingue, 1962, 252 p.
- Jens Peter Jacobsen, Les nouvelles (Mogens, Un coup de feu dans la brume, Deux mondes, Là eussent dû être des roses, La peste à Bergame, Madame Fønss, Le Docteur Faust), introduction et traduction du danois par Frédéric Durand, Paris, Aubier-Éditions Montaigne, Collection bilingue des classiques étrangers, 1965, 297 p.
- La Saga de Kormak ; introduction, traduction, notes, lexique, cartes et index, par Frédéric Durand, Caen, Heimdal, Collection Viking, no 1, 1975, XLVI – 100 p.
- Johannes Vilhelm Jensen, La chute du roi (Kongens fald), traduit du danois par Frédéric Durand, Arles, Actes Sud, 1990, 280 p.[6]
- Henrik Standgerup, Frère Jacob (Boder Jacob), traduit du danois par Frédéric Durand, Paris, Éditions de l'Olivier, 1992, 327 p.
- Tove Ditlevsen, Printemps précoce (Det tidlige forär), traduit du danois par Frédéric Durand, Paris, Stock, Nouveau Cabinet cosmopolite, 1993, 248 p.
- Peter Høeg, Les enfants de la dernière chance (De måske egnede), traduit du danois par Frédéric Durand, Paris, Le Seuil, 1997, 316 p.
- Ólafur Haukur Símonarson, Le cadavre dans la voiture rouge (Líkídí rauda bílnum), traduit de l'islandais par Frédéric Durand, Caen, Presses universitaires de Caen, collection nordique, 1997, 229 p.
- Peter Høeg, La femme et le singe (Kvinden og abe), traduit du danois par Frédéric Durand, Paris, Le Seuil, 1998, 301 p.
- Kristjana Sigmundsdóttir, Mots sans paroles, traduit de l'islandais par Frédéric Durand, Caen, Le bois debout - Les Boréales de Normandie, 1998, 131 p.
- Peter Høeg, L'histoire des rêves danois (Forestilling om det Tyvende Århundrede), traduit du danois par Frédéric Durand, Paris, Le Seuil, Points, 1999, 402 p.
- Stig Stömholm, La vallée (Dalen), roman traduit du suédois par Frédéric Durand, Caen, Presses universitaires de Caen - OFNEC, Fontes & Paginae - Série Nordique, 2007, 313 p.